# Jaroslav Šmíd (herec)

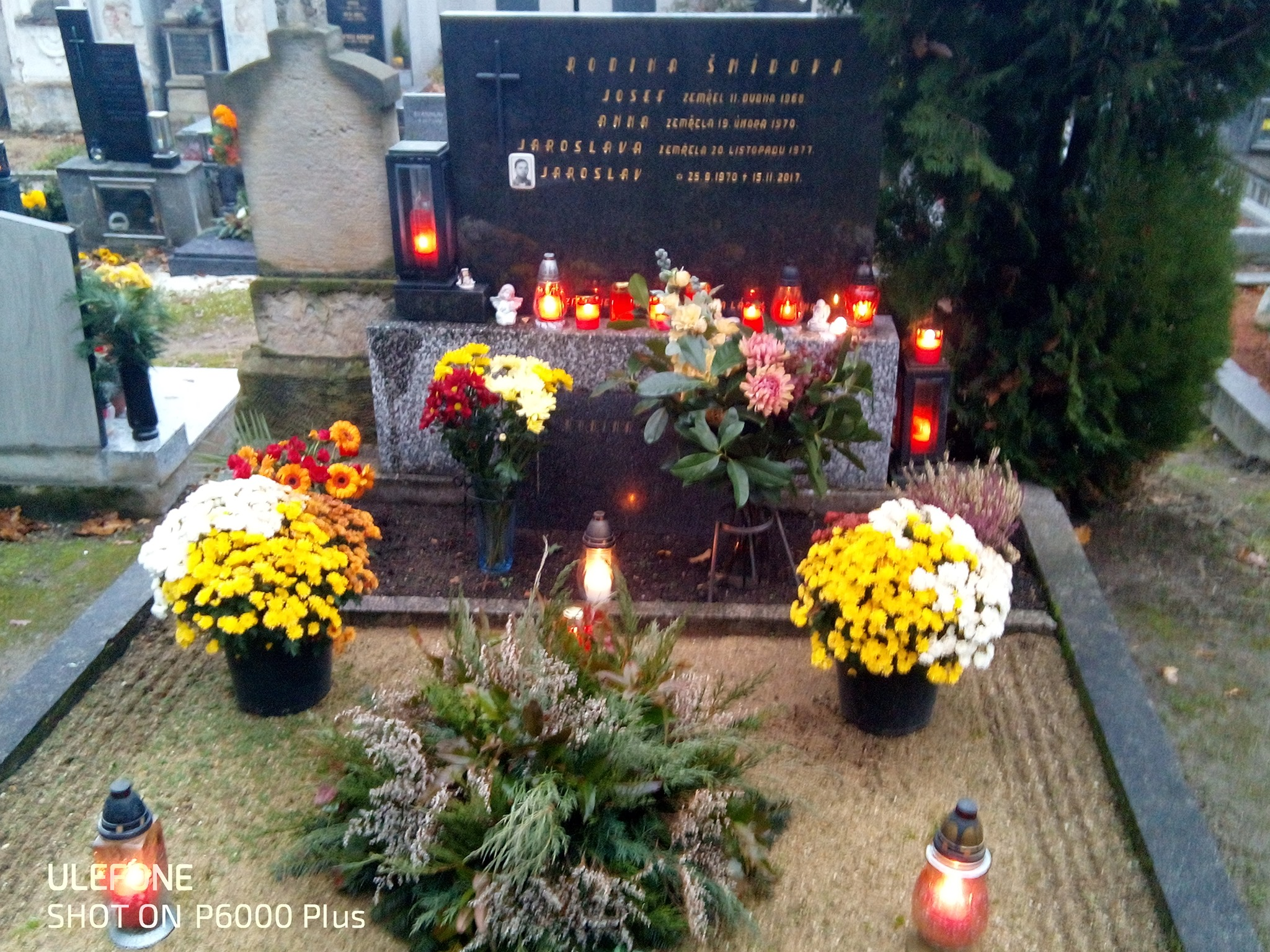
Hrob Jaroslava Šmída na Starém hřbitově v Třebíči

Jaroslav Šmíd (25. září 1970 Třebíč – 15. listopadu 2017 Praha) byl český herec.

## Životopis
V letech 1985–1989 vystudoval brněnskou konzervatoř a v letech 1989–1993 Divadelní fakultu Akademie múzických umění v Praze. Po absolutoriu působil v Činoherním studiu v Ústí nad Labem a v divadle Labyrint, do kterého se po rekonstrukci a návratu k původnímu jménu Švandovo divadlo na Smíchově vrátil.
Známá je jeho role doktora Dobeška ve filmu Doktor od jezera hrochů, kde hrál hlavní roli. Jedna z jeho významných filmových rolí byla postava mladíka Vojta ve slovenském filmu Vlakári z roku 1988. Hrál také s Karlem Heřmánkem, Uršulou Klukovou a Klárou Jandovou jednu z hlavních rolí v pohádce O zapomnětlivém černokněžníkovi. Objevil se v seriálech Život na zámku či Nemocnice na kraji města po dvaceti letech.
Netajil se svojí homosexuální orientací.
Zemřel 15. listopadu 2017 v jedné z pražských nemocnic na vysoce agresivní plicní nádor komplikovaný zápalem plic. Poslední rozloučení s hercem Jaroslavem Šmídem proběhlo 21. listopadu v Třebíči.

## Výběr z filmografie

### Televize
- 1992 Přítelkyně z domu smutku (TV seriál) … bachař
- 1992 Uctivá poklona, pane Kohn (TV seriál)
- 1995 Nováci (TV seriál)
- 1995 Život na zámku (TV seriál)
- 1997 Zdivočelá země (TV seriál)
- 1998 Motel Anathema (TV seriál)
- 2003 Černí andělé (TV seriál)
- 2003 Nemocnice na kraji města po dvaceti letech (TV seriál)
- 2004 Místo nahoře (TV seriál)
- 2005 Ulice (TV seriál)
- 2014 První republika (TV seriál)
- 2015 Bezdružice (TV seriál)
- 2016 V.I.P. vraždy (TV seriál)

### Film
- 1988 Vlakári
- 1990 O zapomnětlivém černokněžníkovi
- 1991 Tedaldo a Elisa (TV film)
- 1992 Vítr na konci léta
- 1992 Růžový květ
- 1993 O zázračné mouše
- 1997 O zlé a dobré vodě
- 1997 Jak vyženit z pekla štěstí
- 1998 Operace Noah
- 1999 Urlaub auf Leben und Tod – Eine Familie hält zusammen
- 2000 Vlci ve městě
- 2000 Dřevěná Marika
- 2001 Cesta do Benátek
- 2005 Kousek nebe
- 2010 Doktor od jezera hrochů